# Некасецкий заказник
Некасецкий заказник (бел. Мікасецкі заказнік) — гидрологический заказник в Мядельском районе Минской области Беларуси. Ранее являлся государственным гидрологическим заказником республиканского значения. В настоящее время функционирует на территории Нарочанского национального парка.
Заказник образован согласно постановлению Совета министров Белорусской ССР от 9 января 1991 г. № 13 одновременно с заказниками Пасынки и Рудаково. Цель создания — сохранение в естественном состоянии уникального болотно-лугового ландшафтного комплекса юга Белорусского Поозерья.
Некасецкий заказник расположен к югу от шоссе Мядель — Волколата, между деревнями Некасецк и Новосёлки Мядельского района. Площадь заказника составляет 83 га (0,83 км²).
Центральным объектом заказника являются две неглубокие лощины, заболоченные в центре.
На территории заказника произрастает много растений, занесённых в Красную книгу Республики Беларусь. Среди них встречаются ятрышник мужской и ятрышник-дремлик, купальница европейская, ирис сибирский, шпажник черепитчатый, колокольчик персиколистный, любка двулистная, первоцвет весенний.